# Elisabeth Bol-Smit
Elisabeth Bol-Smit (1904-1987) foi uma pintora holandesa.

## Biografia
Bol-Smit nascida Smit nasceu a 13 de fevereiro de 1904 em Hellevoetsluis. Ela estudou com Karel van Veen. Em 1927 casou-se com o historiador de arte Laurens Johannes Bol (1898-1994). O seu trabalho foi incluído na exposição e venda Onze Kunst van Heden (A Nossa Arte de Hoje) em 1939 no Rijksmuseum em Amesterdão. Foi também um membro do Teekengenootschap Pictura, em Dordrecht.
Bol-Smit faleceu a 31 de maio de 1987, em Dordrecht.